# Pleuridium longirostre
Pleuridium longirostre är en bladmossart som beskrevs av Hugh Neville Dixon 1914. Pleuridium longirostre ingår i släktet sylmossor, och familjen Ditrichaceae. Inga underarter finns listade i Catalogue of Life.